# Watshamia
Watshamia är ett släkte av steklar. Watshamia ingår i familjen puppglanssteklar.
Kladogram enligt Catalogue of Life:
| Watshamia | \| \| Watshamia malaica \| \| \| \| \| \| Watshamia turneri \| \| \| \| \| \| Watshamia versicolor \| \| \| \| |
|           | \| \| Watshamia malaica \| \| \| \| \| \| Watshamia turneri \| \| \| \| \| \| Watshamia versicolor \| \| \| \| |
|           | Watshamia malaica                                                                                              |
|           | |
|           | Watshamia turneri                                                                                              |
|           | |
|           | Watshamia versicolor                                                                                           |
|           | |